# Bioinginerie
Bioingineria este o știință de legătură între științele biologice și fizică, chimie, matematică și inginerie, ocupându-se printre altele cu studiul proceselor de bioconversie, elaborând metode și tehnici de aplicare a acestora pe scară industrială.